# Ephippiorhynchus
Ephippiorhynchus is een geslacht van vogels uit de familie ooievaars (Ciconiidae).

## Soorten
Het geslacht kent de volgende soorten:
- Ephippiorhynchus asiaticus – Zwarthalsooievaar
- Ephippiorhynchus senegalensis – Zadelbekooievaar